# Astigmatizem (oko)
Astigmatízem (redkeje tudi negoriščnost, starogrško α-: a- - ne, brez + stigma, starogrško στίγματοσ: stígmatos - znamenje, pega, prebod, vbod + -izem) je optična napaka (motnja) očesa, pri kateri je vid zabrisan zaradi nezmožnosti njegove optike prikazati ostro sliko točkastega telesa v gorišču na mrežnici. Povzroča jo nepravilna ukrivljenost (npr. neenakomerna izbočenost) roženice ali očesne leče. Obstajata dve glavni vrsti astigmatizma: pravilni in nepravilni. Nepravilni astigmatizem velikokrat povzroča roženična brazgotina ali sipanja v prozorni leči, in ga je nemogoče popraviti s standardnimi očalnimi lečami. Popraviti pa ga je mogoče s kontaktnimi lečami. Pravilni astigmatizem, ki izhaja iz nepravilnosti v roženici ali prozornosti leče, se lahko popravi s toričnimi lečami - lečami, katerih ploskev je kombinacija krogelne in valjne ploskve. Torična ploskev spominja na ploskev žoge pri ameriškem nogometu ali krofa, in ima dva pravilna polmera, enega manjšega od drugega. Prve leče za očala, ki so popravljale astigmatizem, so izdelali leta 1841 v Filadelfiji.
Ametropija astigmatičnega očesa izhaja iz razlike med stopnjo ukrivljenega loma dveh različnih meridijanov, saj ima oko v različnih ravninah različna gorišča. V oftalmologiji sta vodoravna in navpična ravnina imenovani sagitalna in tangentna.  Slika se na primer lahko pojavi jasna na mrežnici v sagitalni ravnini, ne pa tudi v tangentni. Astigmatizem povzroča težave pri vidu finih podrobnosti, včasih pa tudi nagnjenost navpičnih linij (npr. sten). Astigmatična optika človeškega očesa se lahko velikokrat popravi z očali, trdimi kontaktnimi lečami ali kontaktnimi lečami, ki imajo izravnalno optiko, valjnimi lečami (lečami, ki imajo v različnih ravninah različne polmere ukrivljenosti) ali z refraktivnim kirurškim posegom.

## Vrste astigmatizmov

### Glede na os glavnih meridijanov
- pravilni astigmatizem – glavna meridijana sta pravokotna
  - vzdolžni astigmatizem – navpični meridijan je bolj strm (žoga ameriškega nogometa leži na strani).[4]
  - prečni astigmatizem – vodoravni meridijan je bolj strm (žoga ameriškega nogometa stoji na enem od svojih koncev).[4]
  - poševni astigmatizem – najbolj strma krivulja leži med 120 in 150 stopinjami, ter med 30 in 60 stopinjami.[4]
- nepravilni astigmatizem – glavna meridijana nista pravokotna

Znan tudi kot Murdochov sindrom.
V vzdolžnem astigmatizmu oči ostreje vidijo navpične črte od vodoravnih. Pri prečnem astigmatizmu je ravno narobe. Pri vzdolžnem astigmatizmu je negativni cilinder usmerjen v vodoravni osi da popravlja ametropijo. Z dodajanjem negativnega cilindra v vodoravni osi postaja vodoravna os bolj strma, tako da postaneta obe osi enako strmi. Pri prečnem astigmatizmu se dodaja pozitivni cilinder v vodoravni osi.
Pri otrocih je pogostejši vzdolžni astigmatizem, pri odraslih pa prečni.
Os se vedno meri kot kot v stopinjah med 0 in 180 stopinj v nasprotni smeri urinega kazalca. 0 in 180 ležita na vodoravnici na nivoju središča zenice, 0 pa leži na desnem očesu, če jo gleda opazovalec.

### Glede na gorišči glavnih meridijanov
- enostavni astigmatizem
  - enostavni hiperopični (daljnovidni) astigmatizem - prva goriščnica sovpada z mrežnico, druga je za njo
  - enostavni miopični (kratkovidni) astigmatizem - prva goriščnica je pred mrežnico, druga pa na njej
- sestavljeni astigmatizem
  - sestavljeni daljnovidni astigmatizem - obe goriščnici sta za mrežnico
  - sestavljeni kratkovidni astigmatizem - obe goriščnici sta pred njo
- mešani astigmatizem - obe goriščnici sta na obeh straneh mrežnice